# Луб'яхівка
Луб'яхівка — річка в  Шепетівському районі Хмельницької області, права притока Горині (басейн Дніпра).

## Опис
Довжина 13 км, похил річки — 2,7 м/км. Формується з багатьох безіменних струмків та водойм. Площа басейну 69 км².

## Розташування
Бере початок у селі Підлісці. Тече переважно на північний захід і в селі Клубівка впадає в річку Горинь, праву притоку Прип'яті. 
Притоки: Руда (права). 
Населені пункти вздовж берегової смуги: Щурівчики, Щурівці. Річку перетинає автомобільна дорога Н27.